# Tournoi masculin de goalball aux Jeux paralympiques d'été de 2020
Navigation
Rio de Janeiro 2016 Paris 2024
Le tournoi paralympique masculin 2020 de goalball est l'épreuve masculine de goalball des Jeux paralympiques d'été de 2020 organisés à Tokyo. Le tournoi s'est déroulé au Makuhari Messe de Tokyo du 25 août 2021 au 3 septembre 2021. 

## Qualifications
| Compétition                                | Date                       | Lieu       | Places | Qualifiés                 |
| ------------------------------------------ | -------------------------- | ---------- | ------ | ------------------------- |
| Pays hôte                                  | Pays hôte                  | Pays hôte  | 1      | Japon                     |
| Championnat du monde IBSA de Goalball 2018 | 3-8 juin 2018              | Malmö      | 3      | Belgique Brésil Allemagne |
| Tournoi de qualification paralympique      | 29 juin - 9 juillet 2019   | Fort Wayne | 2      | Turquie Lituanie          |
| Jeux parapanaméricains 2019                | 23 août - 1 septembre 2019 | Lima       | 1      | États-Unis                |
| Championnat d'Europe 2019                  | 5 - 14 octobre 2019        | Rostock    | 1      | Ukraine                   |
| Championnat de la zone Asie/Océanie 2019   | 5 - 11 décembre 2019       | Tokyo      | 1      | Chine                     |
| Championnat d'Afrique 2020                 | 28 février - 6 mars 2020   | Port-Saïd  | 1      | Algérie                   |

À la suite de la crise sanitaire du COVID-19, le Championnat d'Afrique n'a vu s'affronter que trois équipes (Algérie, Maroc, Égypte). La décision de qualifier l'équipe est revenu à l'IPC qui a donc choisi de délivrer le ticket à l'Algérie, vainqueur du tournoi qualifié de niveau régional.

## Premier tour

### Groupe A
| Rang | Équipe     | Pts | J | G | N | P | Bp | Bc | Diff |
| ---- | ---------- | --- | - | - | - | - | -- | -- | ---- |
| 1    | Japon      | 9   | 4 | 3 | 0 | 1 | 37 | 15 | +22  |
| 2    | Brésil     | 9   | 4 | 3 | 0 | 1 | 35 | 17 | +18  |
| 3    | États-Unis | 6   | 4 | 2 | 0 | 2 | 25 | 35 | -10  |
| 4    | Lituanie   | 4   | 4 | 1 | 1 | 2 | 24 | 31 | -7   |
| 5    | Algérie    | 1   | 4 | 0 | 1 | 3 | 20 | 43 | -23  |

| Match | Date                 | Équipe 1   | Résultat | Équipe 2   |
| ----- | -------------------- | ---------- | -------- | ---------- |
| 1     | 25 août 2021 à 9h00  | Brésil     | 11 - 20  | Lituanie   |
| 3     | 25 août 2021 à 13h15 | Algérie    | 04 - 13  | Japon      |
| 10    | 26 août 2021 à 13h15 | États-Unis | 08 - 60  | Brésil     |
| 13    | 26 août 2021 à 17h30 | Lituanie   | 07 - 70  | Algérie    |
| 17    | 27 août 2021 à 13h15 | Japon      | 11 - 10  | États-Unis |
| 21    | 27 août 2021 à 17h30 | Brésil     | 10 - 40  | Algérie    |
| 25    | 28 août 2021 à 13h15 | Lituanie   | 02 - 10  | Japon      |
| 29    | 29 août 2021 à 9h00  | Japon      | 03 - 80  | Brésil     |
| 33    | 29 août 2021 à 17h30 | Algérie    | 05 - 13  | États-Unis |
| 37    | 30 août 2021 à 13h15 | États-Unis | 03 - 13  | Lituanie   |

### Groupe B
| Rang | Équipe    | Pts | J | G | N | P | Bp | Bc | Diff |
| ---- | --------- | --- | - | - | - | - | -- | -- | ---- |
| 1    | Belgique  | 6   | 4 | 2 | 0 | 2 | 18 | 13 | +5   |
| 2    | Ukraine   | 6   | 4 | 2 | 0 | 2 | 18 | 15 | +3   |
| 3    | Turquie   | 6   | 4 | 2 | 0 | 2 | 15 | 15 | 0    |
| 4    | Chine     | 6   | 4 | 2 | 0 | 2 | 21 | 22 | -1   |
| 5    | Allemagne | 6   | 4 | 2 | 0 | 2 | 16 | 23 | -7   |

| Match | Date                 | Équipe 1  | Résultat | Équipe 2  |
| ----- | -------------------- | --------- | -------- | --------- |
| 5     | 25 août 2021 à 17h30 | Allemagne | 06 - 40  | Turquie   |
| 8     | 26 août 2021 à 9h00  | Belgique  | 10 - 30  | Chine     |
| 12    | 26 août 2021 à 17h30 | Ukraine   | 11 - 50  | Allemagne |
| 15    | 27 août 2021 à 9h00  | Turquie   | 04 - 60  | Belgique  |
| 19    | 27 août 2021 à 17h30 | Chine     | 07 - 30  | Ukraine   |
| 23    | 28 août 2021 à 10h30 | Turquie   | 06 - 30  | Chine     |
| 27    | 28 août 2021 à 19h00 | Allemagne | 02 - 00  | Belgique  |
| 31    | 29 août 2021 à 13h15 | Belgique  | 02 - 40  | Ukraine   |
| 35    | 30 août 2021 à 9h00  | Ukraine   | 00 - 10  | Turquie   |
| 39    | 30 août 2021 à 17h30 | Chine     | 08 - 30  | Allemagne |

## Phase finale
|  | Quarts de finale | Quarts de finale    |                     |                     | Demi-finales           | Demi-finales           |   |  | Finale              | Finale              |
|  | Quarts de finale | Quarts de finale    |                     |                     | Demi-finales           | Demi-finales           |   |  | Finale              | Finale              |
|  |                  |                     |                     |                     |                        |                        |   |  |                     |                     |
|  | 31 août à 13h15  | 31 août à 13h15     |                     |                     | 2 septembre à 13h15    | 2 septembre à 13h15    |   |  | 3 septembre à 19h30 | 3 septembre à 19h30 |
|  | 31 août à 13h15  | 31 août à 13h15     |                     |                     | 2 septembre à 13h15    | 2 septembre à 13h15    |   |  | 3 septembre à 19h30 | 3 septembre à 19h30 |
|  | [A1] Japon       | 4                   |                     |                     | 2 septembre à 13h15    | 2 septembre à 13h15    |   |  | 3 septembre à 19h30 | 3 septembre à 19h30 |
|  | [A1] Japon       | 4                   |                     |                     | 2 septembre à 13h15    | 2 septembre à 13h15    |   |  | 3 septembre à 19h30 | 3 septembre à 19h30 |
|  | [B4] Chine       | 7                   |                     |                     | 2 septembre à 13h15    | 2 septembre à 13h15    |   |  | 3 septembre à 19h30 | 3 septembre à 19h30 |
|  | [B4] Chine       | 7                   | Chine               | 8                   |                        |                        |   |  | 3 septembre à 19h30 | 3 septembre à 19h30 |
|  | 31 août à 15h00  |                     | Chine               | 8                   |                        |                        |   |  | 3 septembre à 19h30 | 3 septembre à 19h30 |
|  |                  | États-Unis          | 1                   |                     |                        |                        |   |  | 3 septembre à 19h30 | 3 septembre à 19h30 |
|  | [B2] Ukraine     | États-Unis          | 1                   | 4ap                 |                        |                        |   |  | 3 septembre à 19h30 | 3 septembre à 19h30 |
|  | [B2] Ukraine     |                     |                     | 4ap                 |                        |                        |   |  | 3 septembre à 19h30 | 3 septembre à 19h30 |
|  | [A3] États-Unis  | 5ap                 |                     |                     |                        |                        |   |  | 3 septembre à 19h30 | 3 septembre à 19h30 |
|  | [A3] États-Unis  | 5ap                 | Chine               | 2                   |                        |                        |   |  |                     |                     |
|  | 31 août à 17h45  |                     | Chine               | 2                   |                        |                        |   |  |                     |                     |
|  |                  | Brésil              | 7                   |                     |                        |                        |   |  |                     |                     |
|  | [B1] Belgique    | Brésil              | 7                   | 4                   |                        |                        |   |  |                     |                     |
|  | [B1] Belgique    | 2 septembre à 17h45 |                     | 4                   |                        |                        |   |  |                     |                     |
|  | [A4] Lituanie    | 7                   |                     |                     |                        |                        |   |  |                     |                     |
|  | [A4] Lituanie    | 7                   | Lituanie            | 5                   |                        |                        |   |  |                     |                     |
|  | 31 août à 19h30  | 31 août à 19h30     | Lituanie            | 5                   | Match pour la 3e place | Match pour la 3e place |   |  |                     |                     |
|  | 31 août à 19h30  | 31 août à 19h30     |                     | Brésil              | Match pour la 3e place | Match pour la 3e place | 9 |  |                     |                     |
|  | [A2] Brésil      | 9                   | 3 septembre à 15h00 | 3 septembre à 15h00 |                        |                        | 9 |  |                     |                     |
|  | [A2] Brésil      | 9                   | 3 septembre à 15h00 | 3 septembre à 15h00 |                        |                        |   |  |                     |                     |
|  | [B3] Turquie     | 4                   |                     | États-Unis          | 7                      |                        |   |  |                     |                     |
|  | [B3] Turquie     | 4                   |                     | États-Unis          | 7                      |                        |   |  |                     |                     |
|  |                  |                     |                     |                     |                        |                        |   |  | Lituanie            | 10                  |
|  |                  |                     |                     |                     |                        |                        |   |  | Lituanie            | 10                  |

| Quart-de-finale    | Japon      | 4–7 | Chine                          | Makuhari Messe, Tokyo                                     |                                                           |
| 31 août 2021 13:15 | Miyajiki 4 |     | Yang Mingyuan 6 Cai Changgui 1 | Arbitrage : Reza Dehghan (Iran), Svitlana Moroz (Ukraine) | Arbitrage : Reza Dehghan (Iran), Svitlana Moroz (Ukraine) |
| 31 août 2021 13:15 | Report     |     |                                | Arbitrage : Reza Dehghan (Iran), Svitlana Moroz (Ukraine) | Arbitrage : Reza Dehghan (Iran), Svitlana Moroz (Ukraine) |

| Quart-de-finale    | Ukraine              | 4–5 | États-Unis        | Makuhari Messe, Tokyo                                         |                                                               |
| 31 août 2021 15:00 | Oliinyk 3 Zhyhalin 1 |     | Young 4 Simpson 1 | Arbitrage : Warrick Jackes (Australia), Vaida Pokvytytė (LTU) | Arbitrage : Warrick Jackes (Australia), Vaida Pokvytytė (LTU) |
| 31 août 2021 15:00 | Report               |     |                   | Arbitrage : Warrick Jackes (Australia), Vaida Pokvytytė (LTU) | Arbitrage : Warrick Jackes (Australia), Vaida Pokvytytė (LTU) |

| Quart-de-finale    | Belgique             | 4–7 | Lituanie                                 | Makuhari Messe, Tokyo                                    |                                                          |
| 31 août 2021 17:45 | T. Vanhove 3 Amnir 1 |     | Pavliukianec 4 Montvydas 2 Pazarauskas 1 | Arbitrage : Bas Spaans (Netherlands), Raili Sipura (FIN) | Arbitrage : Bas Spaans (Netherlands), Raili Sipura (FIN) |
| 31 août 2021 17:45 | Report               |     |                                          | Arbitrage : Bas Spaans (Netherlands), Raili Sipura (FIN) | Arbitrage : Bas Spaans (Netherlands), Raili Sipura (FIN) |

| Quart-de-finale    | Brésil           | 9–4 | Turquie    | Makuhari Messe, Tokyo                                              |                                                                    |
| 31 août 2021 19:30 | Moreno 6 Sousa 3 |     | Gündoğdu 4 | Arbitrage : Yoshinori Nii (Japan), Romualdas Vaitiekus (Lithuania) | Arbitrage : Yoshinori Nii (Japan), Romualdas Vaitiekus (Lithuania) |
| 31 août 2021 19:30 | Report           |     |            | Arbitrage : Yoshinori Nii (Japan), Romualdas Vaitiekus (Lithuania) | Arbitrage : Yoshinori Nii (Japan), Romualdas Vaitiekus (Lithuania) |

| Demi-finale            | Chine                        | 8–1 | États-Unis | Makuhari Messe, Tokyo                                             |                                                                   |
| 2 septembre 2021 13:15 | Yang Mingyuan 6 Hu Mingyao 2 |     | Young 1    | Arbitrage : Bas Spaans (Netherlands), Raquel Gomez Aguado (Spain) | Arbitrage : Bas Spaans (Netherlands), Raquel Gomez Aguado (Spain) |
| 2 septembre 2021 13:15 | Report                       |     |            | Arbitrage : Bas Spaans (Netherlands), Raquel Gomez Aguado (Spain) | Arbitrage : Bas Spaans (Netherlands), Raquel Gomez Aguado (Spain) |

| Demi-finale            | Lituanie                                            | 5–9 | Brésil                     | Makuhari Messe, Tokyo                                         |                                                               |
| 2 septembre 2021 17:45 | Pavliukianec 2 Jonikaitis 1 Pažarauskas 1 Zibolis 1 |     | Sousa 6 Moreno 2 Marques 1 | Arbitrage : Yoshinori Nii (Japan), Warrick Jackes (Australia) | Arbitrage : Yoshinori Nii (Japan), Warrick Jackes (Australia) |
| 2 septembre 2021 17:45 | Report                                              |     |                            | Arbitrage : Yoshinori Nii (Japan), Warrick Jackes (Australia) | Arbitrage : Yoshinori Nii (Japan), Warrick Jackes (Australia) |

| Petite finale          | États-Unis                         | 7–10 | Lituanie                                           | Makuhari Messe, Tokyo                                                |                                                                      |
| 3 septembre 2021 15:00 | Simpson 2 Walker 2 Young 2 Kusku 1 |      | Zibolis 4 Pavliukianec 3 Montvydas 2 Pažarauskas 1 | Arbitrage : Robert Avery (Great Britain), Warrick Jackes (Australia) | Arbitrage : Robert Avery (Great Britain), Warrick Jackes (Australia) |
| 3 septembre 2021 15:00 | Report                             |      |                                                    | Arbitrage : Robert Avery (Great Britain), Warrick Jackes (Australia) | Arbitrage : Robert Avery (Great Britain), Warrick Jackes (Australia) |

| Finale                 | Chine           | 2–7 | Brésil                     | Makuhari Messe, Tokyo                                              |                                                                    |
| 3 septembre 2021 19:30 | Yang Mingyuan 2 |     | Moreno 3 Sousa 3 Marques 1 | Arbitrage : Yoshinori Nii (Japan), Romualdas Vaitiekus (Lithuania) | Arbitrage : Yoshinori Nii (Japan), Romualdas Vaitiekus (Lithuania) |
| 3 septembre 2021 19:30 | Report          |     |                            | Arbitrage : Yoshinori Nii (Japan), Romualdas Vaitiekus (Lithuania) | Arbitrage : Yoshinori Nii (Japan), Romualdas Vaitiekus (Lithuania) |